# Amblyseius collaris
Amblyseius collaris är en spindeldjursart som beskrevs av Wolfgang Karg 1983. Amblyseius collaris ingår i släktet Amblyseius och familjen Phytoseiidae. Inga underarter finns listade i Catalogue of Life.